# Sephena xenena
Sephena xenena är en insektsart som beskrevs av Medler 2000. Sephena xenena ingår i släktet Sephena och familjen Flatidae. Inga underarter finns listade i Catalogue of Life.